# Cuartillo

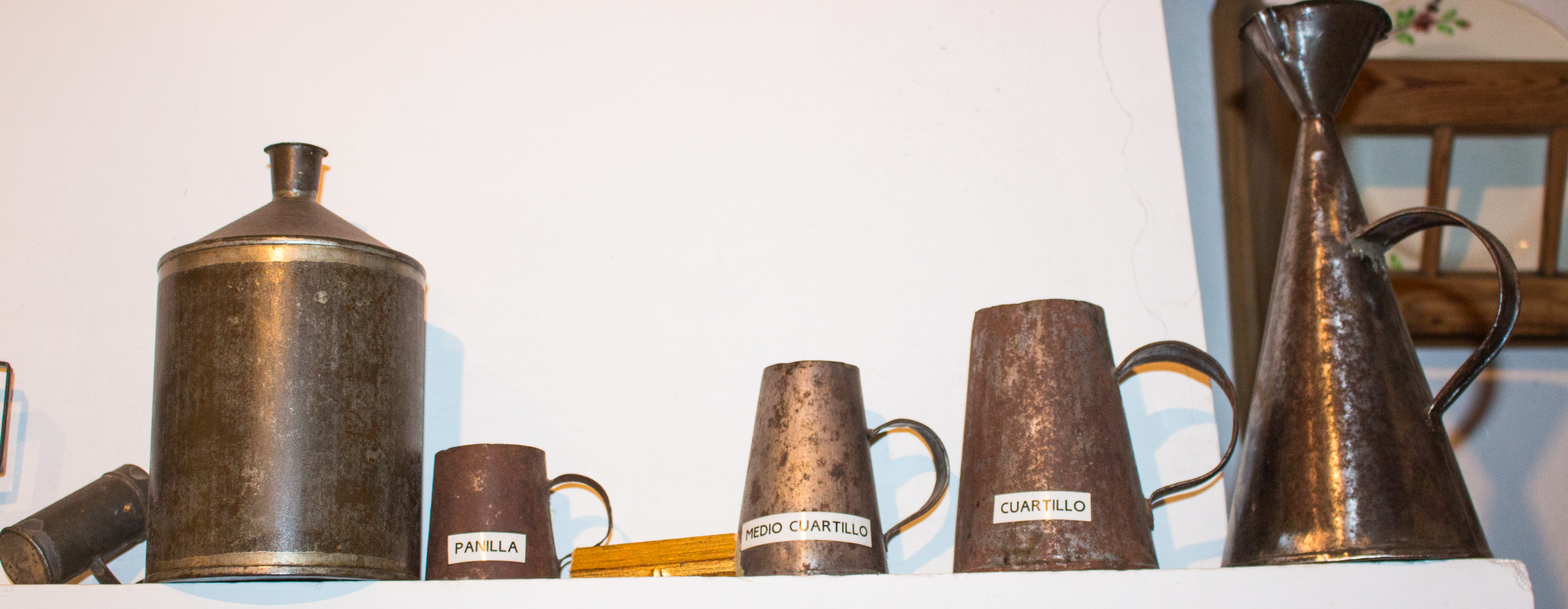
Ein Cuartillo als Volumenmaß, 2. von rechts

Der Cuartillo war ein spanisch-portugiesisches Volumenmaß und wurde für Getreide, Öl und Wein genutzt.
- Ölmaß: 1 Cuartillo = ¼ Arroba
- Weinmaß: 1 Cuartillo = 1/32 Arroba
- Getreidemaß: 1 Cuartillo = 1/48 Fanega

Die Maßkette war
- 1 Fanega = 12 Celemines = 48 Cuartillos = 192 Racionca = 2719,25 Pariser Kubikzoll = 53,94 Liter

## Längenmaß
Längenmaß auf 
- Mallorca: 1 Cuartillo = 4,89 Zentimeter
- Menorca: 1 Cuartillo = 5,01 Zentimeter

## Feldmaß
- Spanien: 1 Cuartillo = 12 Astadales Cuadrados = 1,34 Hektar
- Kuba: 1 Cuartillo = 1,38 Ar